# Přebor Jihomoravského kraje 2010/2011
V soubojích 51. ročníku Přeboru Jihomoravského kraje 2010/11 (jedna ze skupin 5. fotbalové ligy) se utkalo 16 týmů každý s každým dvoukolovým systémem podzim–jaro. Tento ročník začal v sobotu 14. srpna 2010 úvodními pěti zápasy předehrávaného 2. kola a skončil v neděli 19. června 2011 zbývajícím utkáním 30. kola Rájec-Jestřebí – Ivančice, které skončilo smírně 1:1.

## Nové týmy v sezoně 2010/11
- Z Divize D 2009/10 sestoupila do Jihomoravského krajského přeboru mužstva FC Boskovice a TJ Framoz Rousínov.
- Ze skupin I. A třídy Jihomoravského kraje 2009/10 postoupila mužstva FK Inzert Expres Znojmo (vítěz skupiny A), TJ Baník Zbýšov (2. místo ve skupině A), TJ Sokol Novosedly (3. místo ve skupině A), FC Vracov (vítěz skupiny B) a TJ Slovan Bzenec (2. místo ve skupině B).[3]

## Nejlepší střelec
Nejlepším střelcem se stal Vladimír Bombicz, který Bohunicím pomohl k postupu 25 góly.

## Konečná tabulka
Zdroj: 
| Poř. | Tým                            | Z  | V  | R | P  | VG | OG  | B  |
| ---- | ------------------------------ | -- | -- | - | -- | -- | --- | -- |
| 1.   | Tatran Brno-Bohunice           | 30 | 19 | 4 | 7  | 85 | 41  | 61 |
| 2.   | FC Boskovice (S)               | 30 | 18 | 4 | 8  | 69 | 37  | 58 |
| 3.   | FC Vracov (N)                  | 30 | 18 | 3 | 9  | 74 | 37  | 57 |
| 4.   | FC Ivančice                    | 30 | 16 | 4 | 10 | 67 | 47  | 52 |
| 5.   | SK Olympia Ráječko             | 30 | 14 | 8 | 8  | 57 | 45  | 50 |
| 6.   | FK MKZ Rájec-Jestřebí          | 30 | 13 | 8 | 9  | 49 | 34  | 47 |
| 7.   | FK Inzert Expres Znojmo (N)    | 30 | 14 | 5 | 11 | 59 | 53  | 47 |
| 8.   | TJ Slovan Bzenec (N)           | 30 | 14 | 3 | 13 | 48 | 45  | 45 |
| 9.   | 1. SC Znojmo „B“               | 30 | 13 | 2 | 15 | 53 | 62  | 41 |
| 10.  | FC Moravský Krumlov            | 30 | 11 | 8 | 11 | 57 | 53  | 41 |
| 11.  | TJ Framoz Rousínov (S)         | 30 | 10 | 9 | 11 | 45 | 35  | 39 |
| 12.  | TJ Sokol Novosedly (N)         | 30 | 10 | 6 | 14 | 39 | 50  | 36 |
| 13.  | TJ Baník Zbýšov (N)            | 30 | 10 | 2 | 18 | 34 | 56  | 32 |
| 14.  | FC Kuřim                       | 30 | 7  | 9 | 14 | 41 | 52  | 30 |
| 15.  | TJ Kordárna Velká nad Veličkou | 30 | 8  | 6 | 16 | 40 | 66  | 30 |
| 16.  | ČAFC Židenice                  | 30 | 4  | 1 | 25 | 27 | 131 | 13 |

Poznámky:
- Z = Odehrané zápasy; V = Vítězství; R = Remízy; P = Prohry; VG = Vstřelené góly; OG = Obdržené góly; B = Body; (S) = Mužstvo sestoupivší z vyšší soutěže; (N) = Mužstvo postoupivší z nižší soutěže (nováček)
- O pořadí na 6. a 7. místě rozhodl vyšší rozdíl celkového skóre Rájce-Jestřebí, bilance vzájemných zápasů byla vyrovnaná: Rájec-Jestřebí – IE Znojmo 2:0, IE Znojmo – Rájec-Jestřebí 2:0[3][5]
- O pořadí na 9. a 10. místě rozhodla bilance vzájemných zápasů: Znojmo „B“ – Moravský Krumlov 3:1, Moravský Krumlov – Znojmo „B“ 2:1[3][5]
- O pořadí na 14. a 15. místě rozhodla bilance vzájemných zápasů: Kuřim – Velká nad Veličkou 1:0, Velká nad Veličkou – Kuřim 1:1[3][5]

|  | Postup do Divize D 2011/12                                                             |
|  | Sestup do I. A třídy Jihomoravského kraje – sk. B 2011/12                              |
|  | Klub zanikl, přihláška do Brněnského městského přeboru 2011/12 jako ČAFC Židenice 2011 |
|  | B-mužstvo zaniklo                                                                      |